# روبرت نج
روبرت نج (بالصينية: 黃志祥؛ بالإنجليزية: Robert Ng) هو شخصية أعمال ورائد أعمال سنغافوري وصيني، ولد في 1952 في هونغ كونغ في الصين.